# Cimunding
Cimunding is een bestuurslaag in het regentschap Brebes van de provincie Midden-Java, Indonesië. Cimunding telt 2339 inwoners (volkstelling 2010).